# Buda, Koriukivka
Buda (în ucraineană Буда) este localitatea de reședință a comunei Buda din raionul Koriukivka, regiunea Cernihiv, Ucraina.

## Demografie
Componența lingvistică a localității Buda
     Ucraineană (96,73%)
     Rusă (3,27%)
Conform recensământului din 2001, majoritatea populației localității Buda era vorbitoare de ucraineană (96,73%), existând în minoritate și vorbitori de rusă (3,27%).